# Tipula reposita
Tipula reposita är en tvåvingeart som beskrevs av Walker 1848. Tipula reposita ingår i släktet Tipula och familjen storharkrankar. Inga underarter finns listade i Catalogue of Life.